# Fontana artičoka (Napulj)
Fontana artičoka (tal. Fontana del Carciofo) je monumentalna javna fontana u središtu Napulja, smještena na Piazza Trieste e Trento, neposredno uz Piazza del Plebiscito. Pedesetih godina prošlog stoljeća napravljeni su planovi za premještanje povijesne fontane Monteoliveto koja prikazuje španjolskog kralja na ovmo mjestu. Međutim, protivljenje potezu Vrhovnog savjeta za likovnu umjetnost (Consiglio Superiore delle Belle Arti) navelo je grad da postavi ovu modernu fontanu s povrćem umjesto nje, a svečano je otvorena 1956. Područje održava susjedni Caffè Gambrinus.